# WarRock
War Rock là một game hành động bắn súng góc nhìn người thứ nhất, tương tự như Battlefield 2 (mặc dù WarRock được phát hành trước Battlefield 2). Phiên bản War Rock đang được phát hành như một trò chơi miễn phí. Phiên bản tiếng Anh đang được phát hành dưới dạng thử mở (open beta).

## Thông tin
Phiên bản tiếng Anh hạn chế với một số lượng các bản đồ, cơ giới và vũ khí. Người chơi có thể chọn lựa các nhân vật khác nhau, với những đặc thù riêng về vũ khí, và trang phục khác nhau với những chiến thuật riêng. Trò chơi cũng có hệ thống cấp bậc riêng. Trong tương lai, phiên bản tiếng Anh sẽ có thêm nhiều bản đồ mới, cửa hàng bán đồ vật, và đặc biệt là máy bay. Phiên bản tiếng Hàn Quốc có máy bay, nhiều bản đồ hơn, chế độ CS, và cửa hàng bán đồ.
Để đảm bảo công bằng cho người chơi với những người lừa đảo sử dụng các công cụ để tăng chỉ số, trò chơi đã sử dụng phần mềm nprotect Gameguard để bảo vệ. Phiên bản tiếng Hàn Quốc sử dụng phần mềm GuardCAT. Mặc dù vậy, một số lượng lớn hacker, bot vẫn còn trong trò chơi.

## Nhân vật
Người chơi có thể chọn một trong hệ thống năm nhân vật cơ bản:
- Công binh (tiếng Anh: Military Engineers) được trang bị súng tiểu liên MP5 và một chiếc chìa vặn ốc (được dùng để sửa chữa). Khả năng của công binh là sửa chữa những phương tiện cơ giới để tăng tính chiến đấu. MP5 rất tốt trong cự ly gần và trung bình, đôi khi MP5 còn tốt hơn K2.
- Cứu thương (tiếng Anh: Medics) cũng được trang bị tiểu liên MP5 cùng với bộ cứu thương để hồi sinh lực cho chính mình, đồng đội, cũng như quân địch. Khả năng của Cứu thương có hạn chế là phải chữa trị những vết thương dần dần, và những vết thương lớn cũng có thể cần nhiều lần chữa trị. Thêm nữa, bộ cứu thương cũng cần phải phục hồi trước khi được dùng lại.
- Lính bắn tỉa (tiếng Anh: Scouts) là những tay thiện xạ của WarRock, được trang bị súng ngắm M24 và lựu đạn nổ K400. Lính bắn tỉa có tầm đạn bắn xa nhất trong các nhân vật. Lính bắn tỉa thường bị chết ít nhất và có số giết cao nhất. Lính bắn tỉa hoàn toàn vô dụng ở những pha va chạm trong tầm ngắn. Trong những phiên bản tiếp theo nhân vật này sẽ có khả năng phát hiện quân địch nhờ sử dụng ống ngòm và có thể gọi thả bom từ trên không.
- Chiến binh (tiếng Anh: Combatants) được trang bị súng trường Daewoo K2 cùng lựu đạn nổ K400. Mặc dù K2 không chính xác như súng MP5, nhưng mạnh hơn và có nhiều đạn hơn. Trong những phiên bản tiếp theo, Chiến binh cũng có thể mang theo súng máy M249 SAW. Lính chiến đấu được dùng để tấn công vào những căn cứ của quân địch, và tàn phá căn cứ chính. Mặc dù họ giết được số lượng lớn nhất, nhưng cũng chết nhiều nhất.
- Đơn vị vũ khí nặng (tiếng Anh: Heavy Weapons Units) là đơn vị chống các loại xe bọc sắt có súng Panzerfaust 3 cùng với mìn chống tăng. Trong những phiên bản sắp tới, đơn vị này có thể mang theo RPG-29 hoặc những loại súng tương tự. Đơn vị vũ khí hạng nặng rất hiệu quả trong việc chống các xe, và sẽ hiệu quả hơn nếu đi cùng với Chiến binh. Đơn vị vũ khí nặng rất dễ bị bắn tỉa, có tốc độ bắn thấp, và ít đạn, và khi hết đạn họ sẽ trở nên vô dụng.

Tất cả các nhân vật trên đều mang theo súng lục Colt (hoặc những loại súng nhỏ tương tự) và trong những màn đầu trực diện, họ có thể sử dụng "nắm đấm" (tiếng Anh: knuckle).

## Cơ giới
Chú ý: Cơ giới không có trong bản đồ IDA.
- K1A1 Xe tăng lớn - Người lái được trang bị pháo 120 mm để chống tăng, hoặc sử dụng để cản bước tiến của đối phương, và súng máy 50 cal được lắp vào nòng pháo. Hai vị trí phụ được trang bị súng máy 50 cal, nhưng bị hạn chế góc bắn. Tăng có chỉ số giáp cao, và cần nhiều lần bắn mới hạ được. Tăng rất hiệu quả trong việc càn quét quân địch bởi khả năng bảo vệ người lái cao. Có trong bản đồ Ohara và Havana.
- Wiesel 1 Xe tăng nhỏ - Có trong bản đồ Emblem, chỉ có thể chở được 1 người với súng, nhưng khá linh hoạt.
- CR125 Xe máy (không có trang bị súng) - Được trang bị để di chuyển nhanh, người lái không được bảo vệ. Có trong bản đồ Emblem.
- Humvee - Xe đa năng. Được sử dụng trong những cuộc di chuyển nhanh, sát thương cao và tốc độ bắn của súng máy nhanh, và đơn giản. Được trang bị súng máy vô hạn đạn và bắn nhanh hơn tăng. Vị trí bắn súng, người lái không được bảo vệ. Có trong bản đồ Montana, Ohara, Havana, Emblem.
- Xe tải 60 - Phòng thủ kém, không được trang bị vũ khí, nhưng di chuyển nhanh và khả năng chở được 8 người (kể cả lái xe). Có trong bản đồ Ohara.
- Súng cố định Cal50 - Có tốc độ bắn cao, vô hạn đạn nhưng góc nhìn hạn chế và không thể di chuyển được. Được sử dụng để phòng thủ hoặc bảo vệ một địa điểm quan trọng, cũng có thể sử dụng để chống các xe cơ giới. Người sử dụng không được bảo vệ. Tìm thấy trong tất cả các bản đồ.

## Bản đồ
Số lượng bản đồ đang được tăng lên trong các phiên bản. Trong phiên bản tiếng Hàn Quốc đã có nhiều. Đây là một số bản đồ trong phiên bản tiếng Anh.

## Bản đồ nhỏ

Giao chiến tranh giành quyền kiểm soát nhà máy điện trong bản đồ Montana

- Ravello là một bản đồ thành thị. Bản đồ có nhà thờ, nhiều ngõ hẻm nhỏ, và hệ thống hầm ngầm kết nối nhiều phần trong bản đồ. Lính bắn tỉa thường nấp trong nhà thờ và bắn tỉa từ tháp chuông. Bất cứ đội nào có được nhà thờ đều có khả năng thắng cao.
- Montana là một bản đồ thành thị tương tự như Ravello. Bản đồ rất thích hợp với những va chạm nảy lửa. Chỉ có một sự tranh chấp trong bản đồ: nguồn điện ở giữa bản đồ. Bản đồ cũng có một số toà nhà, thích hợp cho lính bắn tỉa hoặc những tay súng.
- Harbor IDA cũng là một bản đồ thành thị tương tự như Ravello và Montana. Là bản đồ duy nhất được chọn thời gian là đêm tối, bản đồ sẽ thích hợp để ẩn nấp, khó bị phát hiện. Hai tòa nhà được nối với nhau bằng một đường thông. Tòa nhà trung tâm sẽ là vị trí tốt để bắn tỉa, trong khi đó mặt đất sẽ là nơi thích hợp để mai phục quân địch bởi số lượng lớn container. Đơn vị vũ khí hạng nặng là không cần thiết trong bản đồ này bởi không có xe cơ giới.
- Emblem là sự kết hợp giữa chiến trang trong thành thị và không gian lớn. Xe tăng nhỏ (như Wiesel 1), humvee, và xe máy có trong bản đồ này. Bản đồ có một căn nhà lớn ở trung tâm, với hai căn nhà nhỏ hơn ở hai bên, thông với nhau bằng một lối đi hẹp ở hai bên. Vị trí tốt nhất cho lính bắn tỉa là ở đỉnh ngọn đồi bên cạnh căn cứ chính, nóc căn cứ, và nóc các ngôi nhà ở giữa. Nóc nhà và vị trí có súng cố định Cal50 rất dễ bị bắn tỉa.

## Bản đồ lớn
- Ohara là một bản đồ sa mạc. Có 3 căn cứ ở giữa các căn cứ chính hai bên, nhưng có phần gần hơn về đội màu vàng. Điều chắc chắn rằng đôi nào có càng nhiều xe tăng, và căn cứ hơn sẽ nắm quyền điều khiển trận đấu. Mặc dù là sa mạc nhưng có rất nhiều vị trí tốt cho lính bắn tỉa mà không bị phát hiện.
- Havana là phiên bản lớn hơn của các bản đồ Montana, Ravello, và Harbor IDA. Giống như Ohara, trò chơi sẽ rất căng thẳng và hồi hộp bởi số lượng lớn người chơi. Xe tăng K1A1 and và xe Humvee có trong bản đồ này và nên sử dụng tối đa chúng. Bản đồ phù hợp với tất cả các loại nhân vật, mặc dù có hơi khó khăn hơn đối với đơn vị vũ khí nặng.